# 699 до н. е.

## Події
В результаті змови, цар Еламу Шутрук-Наххунте II був повалений своїм братом Халлутуш-Іншушинаком II.